# Eventyrhaven
55°23′42.32″N 10°23′23.95″Ø / 55.3950889°N 10.3899861°Ø
Eventyrhaven er en park i det centrale Odense tæt ved Odense Domkirke, Rådhuset og Flakhaven.
Parken er på 2,8 ha og er med gennemløb af Odense Å, dens broer og hyggekroge et meget benyttet fritidsområde for byens indbyggere.
Parken er anlagt i første halvdel af 1940'erne, efter at Odense Kommune i 1942 overtog den private have fra Læseforeningen. Området blev oprindeligt omlagt af arkitekterne C.Th. Sørensen, Bent Helweg-Møller samt P. Wad, men har siden undergået små ændringer. 
Parken har tidligere officielt haft navnet H.C. Andersen Haven. I dag benyttes dette navn dog i stedet om haven ved H.C. Andersens Hus.